# イギリス国鉄482形電車
イギリス国鉄482形電車（British Rail Class 482）は1992年に導入されたウォータールー&シティー線用の電車。

## 概要
482形電車は1940年代に製造され、老朽化していた487形電車の置き換え用として1992年、1993年に導入された。同時期に製造されたロンドン地下鉄セントラル線用1992形電車とほぼ同一の設計である。ユニット番号482501-510の2両ユニット10組がABBで製造された。各ユニットは車両番号65501-510の制御電動車、67501-510の中間電動車で構成される。2組のユニットが制御電動車が外側をむくように連結されて運用される。
ネットワーク・サウスイーストの標準塗装で就役したが、内装は1992形電車と同じ赤系とされた。1994年4月1日にウォータールー&シティー線の運営がロンドン地下鉄に移管され、ネットワーク・サウスイーストのロゴマークとユニット番号はほどなく消去されたが、塗装は変更されないまま運用され、2006年の更新時にロンドン地下鉄標準塗装への変更、ラインカラーを基調にした青系の内装への交換が行われている。
ロンドン地下鉄移管後についてはロンドン地下鉄1992形電車を参照のこと。

## ギャラリー

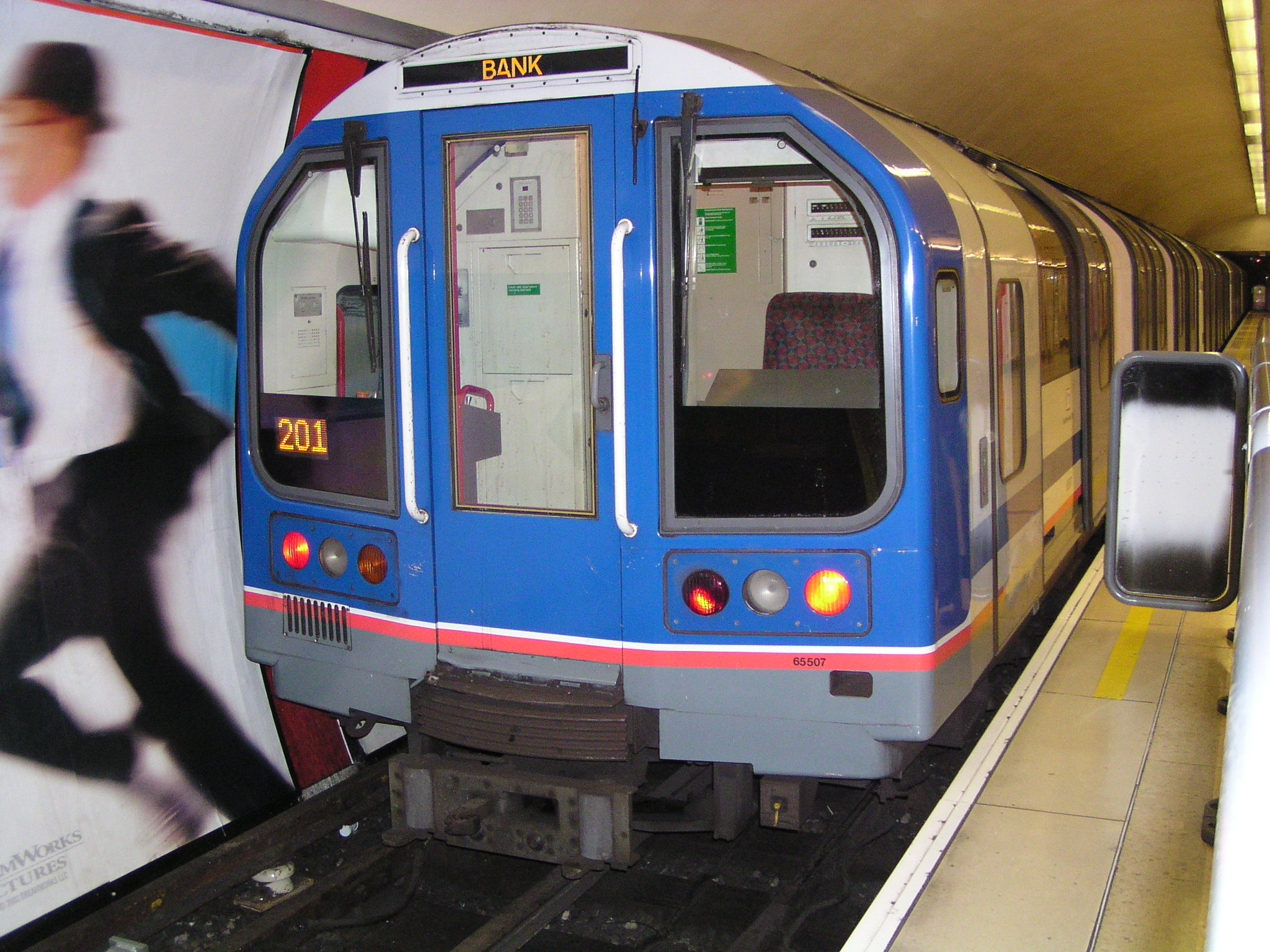
ロンドン地下鉄に移管後の姿。先頭部のユニット番号が消去されている。
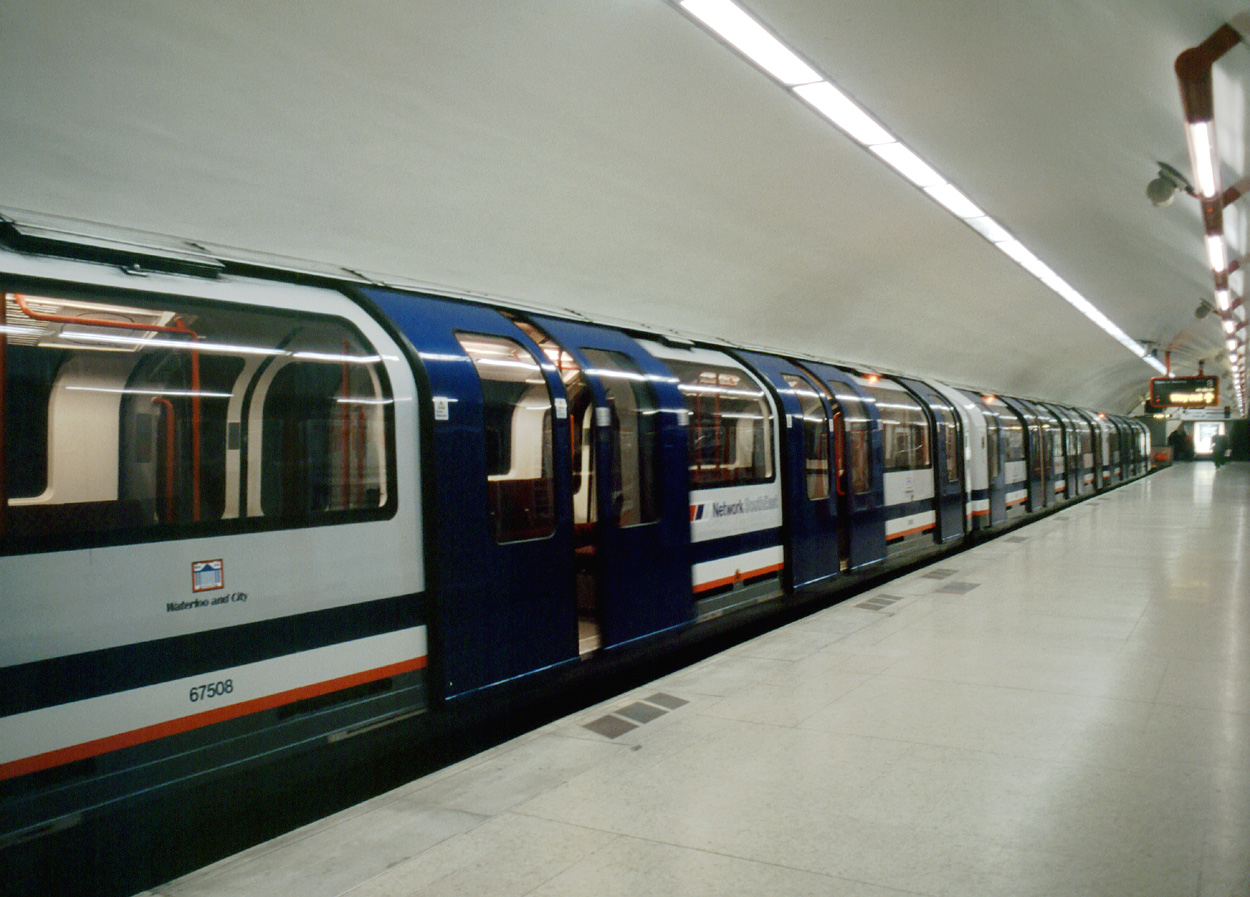
ネットワーク・サウスイーストのロゴ。バンク駅にて。
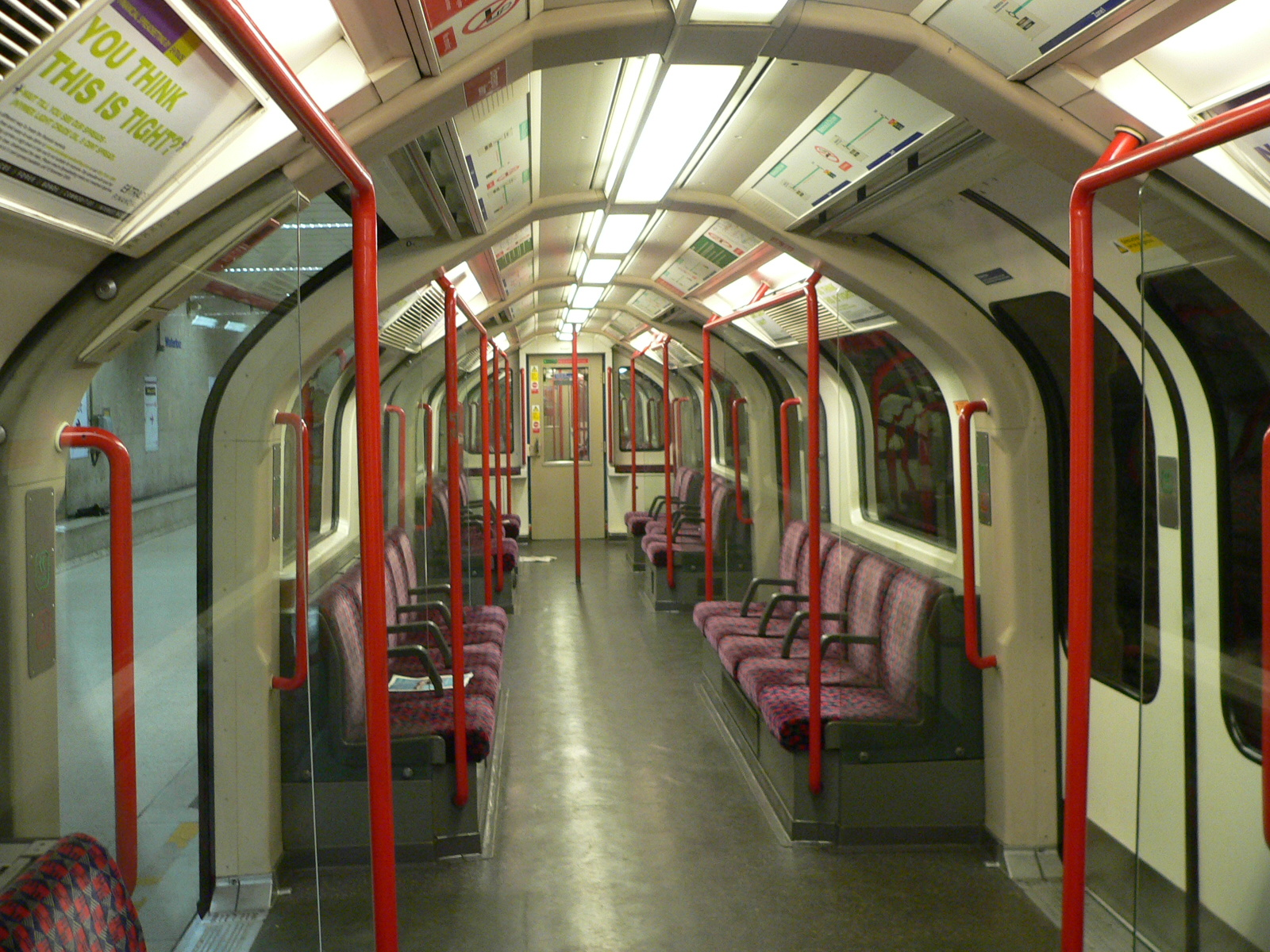
製造時の内装

## 参考資料
- “1992 Tube Stock Specifications”.   Transport for London. 2009年7月5日閲覧。
- “1992 Tube Stock”.   Squarewheels.org.uk. 2009年7月4日閲覧。
- “London Underground Rolling Stock Sizes, Measurements and Details”.   Tubeprune. 2009年7月4日閲覧。